# Zabrđe (gmina Ugljevik)
Zabrđe (cyr. Забрђе) – wieś w Bośni i Hercegowinie, w Republice Serbskiej, w gminie Ugljevik. W 2013 roku liczyła 1551 mieszkańców.